# Precious friend
「Precious frined」（プレシャス・フレンド）は、1988年3月にリリースされた中村あゆみの10枚目のシングルである。
アナログレコードとCDが同時発売となった。規格品番はアナログレコードが7HB-2016、CDが10HD-2001。

## 解説
- 表題曲は同年5月発売のアルバム『INNOCENT TEARS』からの先行シングル曲である。
- 「ザ・ベストテン」では週間総合チャートは16位止まりだったものの、葉書リクエストで7位にチャートインした。週間最高得点は4267点、4月月間得点は12595点だった。

## 収録曲
1. Precious friend
  - 作詞／作曲:中村あゆみ／編曲:古村敏比古
2. Take Me To The Kids Night
  - 作詞／作曲／編曲:広瀬徳志／Horn Arranged by 古村敏比古

## 収録作品
- Precious friend
  - BEST COLLECTION HUMMING BIRD YEARS '84-'93
  - INNOCENT TEARS<Remix Version>

- Take Me To The Kids Night
  - BEST COLLECTION HUMMING BIRD YEARS '84-'93